# Pascal Schmid

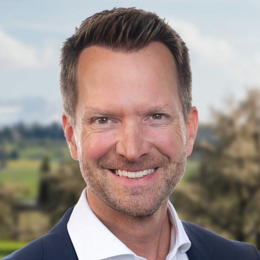
Pascal Schmid (2023)

Pascal Schmid (* 22. September 1976) ist ein Schweizer Politiker (SVP). Er vertritt den Kanton Thurgau seit 2023 im Nationalrat.

## Leben
Pascal Schmid studierte von 1998 bis 2003 Rechtswissenschaften an der Universität Zürich (lic. iur. UZH). Danach absolvierte er nach Praktika in der Justiz, der Advokatur und der Verwaltung 2006 die Thurgauer Anwaltsprüfung. 
Nach dreijähriger Tätigkeit bei der Zürcher Wirtschaftskanzlei Homburger AG wurde Schmid 2009 mit 32 Jahren zum Präsidenten des Bezirksgerichts Weinfelden gewählt. Das Gericht sprach 2010 die landesweit erste lebenslängliche Verwahrung aus. Da der Mörder einer Prostituierten das Urteil nicht weiterzog, blieb dies bis heute der einzige Fall. Das Bezirksgericht Weinfelden behandelte 2015 unter seinem Vorsitz auch den international stark beachteten Prozess gegen den Radrennfahrer Jan Ullrich wegen schwerer Verstösse gegen das Strassenverkehrsgesetz.
2021 trat Schmid als Gerichtspräsident zurück und schloss sich als Partner der Weinfelder Anwaltskanzlei Muri Partner Rechtsanwälte AG an.
Pascal Schmid ist verheiratet und lebt in Weinfelden.

## Politik
Pascal Schmid wurde 2016 in den Grossen Rat des Kantons Thurgau gewählt. Dort konnte er in den Bereichen Sicherheit, Migration, Staatsquote/Steuern, Raumplanung/Denkmalpflege und Verkehr wichtige Erfolge erzielen. So gelang es ihm, die Fokussierung der Denkmalpflege auf den Schutz der äusseren Bausubstanz durchzusetzen (Motion «Denkmalpflege mit Augenmass»), die polizeilichen Mittel gegen Kriminelle und Gefährder zu stärken (Motion «Straffreie Meldungen an die Polizei bei Gefährdungsverdacht») und die Erhöhung der Sprachanforderungen bei Einbürgerungen vom Bundesminimum A2/B1 (schriftlich/mündlich) auf B1/B2 (schriftlich/mündlich) im Gesetz zu verankern (Totalrevision des kantonalen Bürgerrechtsgesetzes). Er lancierte die Abschaffung der Liegenschaftensteuer (Motion «Doppelbesteuerung von Liegenschaften abschaffen») und die Reduktion der Gemengesteuern (Grundbuchsteuern) mit vom Grossen Rat unterstützten Vorstössen (Motion «Überhöhte Staatsgebühren jetzt reduzieren!»). Die von ihm initiierte Standesinitiative zum Bau der Bodensee-Thurtal-Strasse (Dringliche Motion «Standesinitiative: N23 als Teil des Bundesbeschlusses über den Ausbauschritt 2023 für die Nationalstrassen – die BTS gehört in den nächsten STEP!») hat der Grosse Rat der Bundesversammlung überwiesen. 
Pascal Schmid sitzt im Parteivorstand der SVP Schweiz und im Kantonalvorstand der SVP Thurgau. Am 22. Oktober 2023 schaffte er als Nachfolger von Verena Herzog die Wahl in den Nationalrat. Er gehört dort der Staatspolitischen Kommission (SPK-N), der Gerichtskommission (GK-V) und als Ersatzmitglied der Immunitätskommission an. Er ist zudem Mitglied der Parteileitung der SVP Schweiz, wo er die Verantwortung für die Asyl- und die Migrationspolitik trägt.